# Macromitrium brachyrhynchum
Macromitrium brachyrhynchum là một loài Rêu trong họ Orthotrichaceae. Loài này được (Schwägr.) Schimp. mô tả khoa học đầu tiên năm 1849.